# Shasō
Pour plus de détails, voir Fiche technique et Distribution.
Shasō (社葬) est un film japonais réalisé par Toshio Masuda, sorti en 1989.

## Synopsis
Alors que le président d'un journal meurt, une guerre de succession se déclenche.

## Fiche technique
- Titre : Shasō (社葬?)
- Réalisation : Toshio Masuda
- Scénario : Hirō Matsuda (ja)
- Musique : Ryūdō Uzaki
- Photographie : Kiyoshi Kitasaka
- Décors : Akira Naitō (ja)
- Montage : Isamu Ichida
- Production : Shigeru Okada
- Société de production : Tōei
- Pays de production :  Japon
- Langue priginale : japonais
- Genre : Drame et thriller
- Format : couleur - 1,85:1
- Durée : 129 minutes[1]
- Dates de sortie : 
  - Japon : 10 juin 1989[1]

## Distribution
- Ken Ogata : Heikichi Washio
- Yukiyo Toake : Yoshino Inazumi
- Tōru Emori : Akio Tokunaga
- Kōichi Satō : Kyosuke Okabe
- Tomisaburō Wakayama : Kazuo Otagaki
- Miyuki Imori : Mitsue Kaneya
- Mariko Fuji : Tomoko Inoue
- Hideko Yoshida : Junko Washio
- Yōko Nogiwa : Shizuko Okabe
- Takeshi Katō : Masaaki Tani
- Shinsuke Ashida : Norimasa Nonomura
- Mansaku Fuwa : le propriétaire de l'imprimerie
- Kazuo Katō : Makio Haraguchi
- Yoshihiro Katō : Kiyoshi Kondo
- Akiji Kobayashi : Takashi Kuriyama
- Hōsei Komatsu : Tomosaburo Terauchi
- Jun Negami : Tadayuki Matsuzaki
- Ken Nishida : Katsumi Kitagawa
- Meika Seri : la maquilleuse
- Kantarō Suga : Hiroto, Fukamachi
- Hideo Takamatsu : Kensuke Okabe
- Takao Zushi : le médecin

## Distinctions
Le film a été nommé pour dix Japan Academy Prizes.